# Stratellite
Stratellite är ett obemannat luftskepp, en stratellit, under utveckling av det amerikanska företaget Sanswire. Placerad i stratosfären på 20 kilometers höjd är den tänkt att fungera som en plattform för telekommunikationsutrustning, på samma sätt som höga master och satelliter används.
Den första var tänkt att skickas upp i januari 2005 men ännu har det inte skett. Lyftkraften kommer från de 2 miljoner liter heliumgas blandat med kvävgas som farkosten fylls med och den håller sin position genom elektriska motorer och GPS. Motorerna och utrustningen ombord får sin strömförsörjning från solceller som täcker ovansidan av den stora kroppen. 

## Specifikaton
- Längd: 75 m
- Bredd: 44 m
- Höjd: 27 m
- Volym: 37 000 m³
- Material i ballongen: Kevlar
- Nyttolast: 1 400 kg
- Livslängd: 18 månader